# Lijst van zwemrecords 200 meter wisselslag vrouwen
Dit is een overzicht van de verschillende zwemrecords op de 200 meter wisselslag bij de vrouwen, onderverdeeld in de langebaan (50 meter) en de kortebaan (25 meter).

## Langebaan (50 meter)

### Ontwikkeling wereldrecord
| Nr. | Naam            | Land                           | Tijd    | Datum            | Plaats        |
| --- | --------------- | ------------------------------ | ------- | ---------------- | ------------- |
|     | Summer McIntosh | Canada                         | 2.05,70 | 9 juni 2025      | Victoria      |
|     | Katinka Hosszú  | Hongarije                      | 2.06,12 | 3 augustus 2015  | Kazan         |
|     | Ariana Kukors   | Verenigde Staten               | 2.06,15 | 27 juli 2009     | Rome          |
|     | Ariana Kukors   | Verenigde Staten               | 2.07,03 | 26 juli 2009     | Rome          |
|     | Stephanie Rice  | Australië                      | 2.08,45 | 13 augustus 2008 | Peking        |
|     | Stephanie Rice  | Australië                      | 2.08,92 | 25 maart 2008    | Sydney        |
|     | Wu Yanyan       | China                          | 2.09,72 | 17 oktober 1997  | Shanghai      |
|     | Lin Li          | China                          | 2.11,65 | 30 juli 1992     | Barcelona     |
|     | Ute Geweniger   | Duitse Democratische Republiek | 2.11,73 | 4 juli 1981      | Oost-Berlijn  |
|     | Petra Schneider | Duitse Democratische Republiek | 2.13,00 | 24 mei 1980      | Maagdenburg   |
|     | Tracy Caulkins  | Verenigde Staten               | 2.13,69 | 5 januari 1980   | Austin        |
|     | Tracy Caulkins  | Verenigde Staten               | 2.14,07 | 20 augustus 1978 | West-Berlijn  |
|     | Tracy Caulkins  | Verenigde Staten               | 2.15,09 | 2 augustus 1978  | The Woodlands |
|     | Ulrike Tauber   | Duitse Democratische Republiek | 2.15,85 | 28 augustus 1977 | Oost-Berlijn  |
|     | Ulrike Tauber   | Duitse Democratische Republiek | 2.15,95 | 20 augustus 1977 | Jönköping     |
|     | Ulrike Tauber   | Duitse Democratische Republiek | 2.16,96 | 10 juli 1977     | Leipzig       |
|     | Kornelia Ender  | Duitse Democratische Republiek | 2.17,14 | 5 juni 1976      | Oost-Berlijn  |
|     | Ulrike Tauber   | Duitse Democratische Republiek | 2.18,30 | 12 maart 1976    | Tallinn       |
|     | Ulrike Tauber   | Duitse Democratische Republiek | 2.18,83 | 10 juni 1975     | Wittenberg    |
|     | Ulrike Tauber   | Duitse Democratische Republiek | 2.18,97 | 18 augustus 1974 | Wenen         |
|     | Andrea Hübner   | Duitse Democratische Republiek | 2.20,51 | 4 september 1973 | Belgrado      |
|     | Kornelia Ender  | Duitse Democratische Republiek | 2.23,01 | 13 april 1973    | Oost-Berlijn  |
|     | Shane Gould     | Australië                      | 2.23,07 | 28 augustus 1972 | München       |
|     | Claudia Kolb    | Verenigde Staten               | 2.23,5  | 25 augustus 1968 | Los Angeles   |
|     | Claudia Kolb    | Verenigde Staten               | 2.25,0  | 18 augustus 1967 | Philadelphia  |
|     | Claudia Kolb    | Verenigde Staten               | 2.26,1  | 30 juli 1967     | Winnipeg      |
|     | Claudia Kolb    | Verenigde Staten               | 2.27,5  | 8 juli 1967      | Santa Clara   |
|     | Claudia Kolb    | Verenigde Staten               | 2.27,8  | 21 augustus 1966 | Lincoln       |

### OntwikkelingOlympischrecord
| Nr. | Naam              | Land                           | Tijd    | Datum             | Plaats         |
| --- | ----------------- | ------------------------------ | ------- | ----------------- | -------------- |
|     | Katinka Hosszú    | Hongarije                      | 2.06,58 | 9 augustus 2016   | Rio de Janeiro |
|     | Katinka Hosszú    | Hongarije                      | 2.07,45 | 8 augustus 2016   | Rio de Janeiro |
|     | Ye Shiwen         | China                          | 2.07,57 | 31 juli 2012      | Londen         |
|     | Ye Shiwen         | China                          | 2.08,39 | 30 juli 2012      | Londen         |
|     | Stephanie Rice    | Australië                      | 2.08,45 | 13 augustus 2008  | Peking         |
|     | Kirsty Coventry   | Zimbabwe                       | 2.09,53 | 12 augustus 2008  | Peking         |
|     | Jana Klotsjkova   | Oekraïne                       | 2.10,68 | 19 september 2000 | Sydney         |
|     | Lin Li            | China                          | 2.11,65 | 30 juli 1992      | Barcelona      |
|     | Daniela Hunger    | Duitse Democratische Republiek | 2.12,59 | 24 september 1988 | Seoel          |
|     | Tracy Caulkins    | Verenigde Staten               | 2.12,64 | 3 augustus 1984   | Los Angeles    |
|     | Tracy Caulkins    | Verenigde Staten               | 2.14,47 | 3 augustus 1984   | Los Angeles    |
|     | Nancy Hogshead    | Verenigde Staten               | 2.16,29 | 3 augustus 1984   | Los Angeles    |
|     | Christiane Pielke | West-Duitsland                 | 2.19,17 | 3 augustus 1984   | Los Angeles    |
|     | Shane Gould       | Australië                      | 2.23,07 | 28 augustus 1972  | München        |
|     | Claudia Kolb      | Verenigde Staten               | 2.24,7  | 20 oktober 1968   | Mexico-Stad    |
|     | Claudia Kolb      | Verenigde Staten               | 2.28,8  | 20 oktober 1968   | Mexico-Stad    |
|     | Yoshimi Nishigawa | Japan                          | 2.31,5  | 20 oktober 1968   | Mexico-Stad    |
|     | Sabine Steinbach  | Duitse Democratische Republiek | 2.33,2  | 20 oktober 1968   | Mexico-Stad    |

### OntwikkelingEuropeesrecord

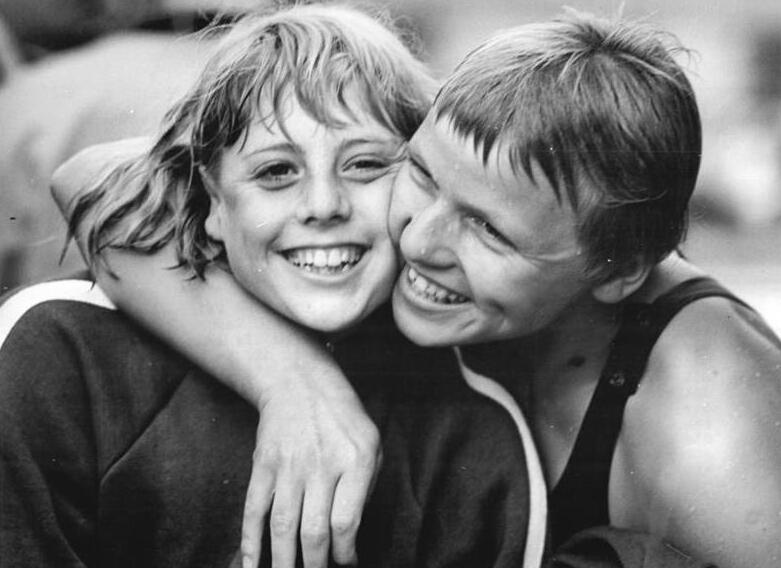
De Oost-Duitse Martina Grunert (l)

| Nr. | Naam              | Land                           | Tijd    | Datum             | Plaats                   |
| --- | ----------------- | ------------------------------ | ------- | ----------------- | ------------------------ |
|     | Katinka Hosszú    | Hongarije                      | 2.07,46 | 27 juli 2009      | Rome                     |
|     | Katinka Hosszú    | Hongarije                      | 2.09,12 | 26 juli 2009      | Rome                     |
|     | Camille Muffat    | Frankrijk                      | 2.09,37 | 26 april 2009     | Montpellier              |
|     | Hannah Miley      | Verenigd Koninkrijk            | 2.09,59 | 17 maart 2009     | Sheffield                |
|     | Jana Klotsjkova   | Oekraïne                       | 2.10,68 | 19 september 2000 | Sydney                   |
|     | Ute Geweniger     | Duitse Democratische Republiek | 2.11,73 | 4 juli 1981       | Oost-Berlijn             |
|     | Petra Schneider   | Duitse Democratische Republiek | 2.13,00 | 24 mei 1980       | Maagdenburg              |
|     | Petra Schneider   | Duitse Democratische Republiek | 2.13,94 | 27 februari 1980  | Oost-Berlijn             |
|     | Petra Schneider   | Duitse Democratische Republiek | 2.14,51 | 5 augustus 1979   | Brandenburg an der Havel |
|     | Petra Schneider   | Duitse Democratische Republiek | 2.15,75 | 18 maart 1979     | Hamburg                  |
|     | Ulrike Tauber     | Duitse Democratische Republiek | 2.15,85 | 28 augustus 1977  | Oost-Berlijn             |
|     | Ulrike Tauber     | Duitse Democratische Republiek | 2.15,95 | 20 augustus 1977  | Jönköping                |
|     | Ulrike Tauber     | Duitse Democratische Republiek | 2.16,96 | 10 juli 1977      | Leipzig                  |
|     | Kornelia Ender    | Duitse Democratische Republiek | 2.17,14 | 5 juni 1976       | Oost-Berlijn             |
|     | Ulrike Tauber     | Duitse Democratische Republiek | 2.18,30 | 12 maart 1976     | Tallinn                  |
|     | Ulrike Tauber     | Duitse Democratische Republiek | 2.18,83 | 10 juni 1975      | Wittenberg               |
|     | Ulrike Tauber     | Duitse Democratische Republiek | 2.18,97 | 18 augustus 1974  | Wenen                    |
|     | Andrea Hübner     | Duitse Democratische Republiek | 2.20,51 | 4 september 1973  | Belgrado                 |
|     | Kornelia Ender    | Duitse Democratische Republiek | 2.23,01 | 13 april 1973     | Oost-Berlijn             |
|     | Kornelia Ender    | Duitse Democratische Republiek | 2.23,59 | 28 augustus 1972  | München                  |
|     | Kornelia Ender    | Duitse Democratische Republiek | 2.25,39 | 28 augustus 1972  | München                  |
|     | Evelyn Stolze     | Duitse Democratische Republiek | 2.25,45 | 28 augustus 1972  | München                  |
|     | Nina Petrova      | Sovjet-Unie                    | 2.26,9  | 18 april 1972     | Hannover                 |
|     | Gabriele Wetzko   | Duitse Democratische Republiek | 2.27,5  | 19 december 1971  | Dresden                  |
|     | Martina Grunert   | Duitse Democratische Republiek | 2.27,5  | 23 augustus 1969  | Boedapest                |
|     | Judit Turóczy     | Hongarije                      | 2.29,6  | 14 juli 1968      | Boedapest                |
|     | Larisa Zacharova  | Sovjet-Unie                    | 2.30,1  | 3 april 1968      | Tallinn                  |
|     | Sabine Steinbach  | Duitse Democratische Republiek | 2.30,3  | 10 maart 1968     | Oost-Berlijn             |
|     | Sabine Steinbach  | Duitse Democratische Republiek | 2.31,1  | 8 november 1967   | Leipzig                  |
|     | Sabine Steinbach  | Duitse Democratische Republiek | 2.32,0  | 15 augustus 1967  | Linköping                |
|     | Sabine Steinbach  | Duitse Democratische Republiek | 2.33,5  | 4 maart 1967      | Karl-Marx-Stadt          |
|     | Tatjana Devjatova | Sovjet-Unie                    | 2.33,9  | 13 augustus 1966  | Moskou                   |

### OntwikkelingNederlandsrecord
| Nr. | Naam                  | Club           | Tijd    | Datum             | Plaats       |
| --- | --------------------- | -------------- | ------- | ----------------- | ------------ |
|     | Femke Heemskerk       | De Dolfijn     | 2.13,13 | 24 maart 2011     | Straatsburg  |
|     | Femke Heemskerk       | De Dolfijn     | 2.13,94 | 24 maart 2011     | Straatsburg  |
|     | Lieke Verouden        | AZ&PC          | 2.15,35 | 11 juni 2010      | Eindhoven    |
|     | Femke Heemskerk       | De Dolfijn     | 2.15,52 | 5 juni 2008       | Eindhoven    |
|     | Minouche Smit         | DWK            | 2.15,73 | 7 juni 1996       | Drachten     |
|     | Marianne Muis         | Dedemsvaart AC | 2.15,85 | 19 augustus 1989  | Bonn         |
|     | Marianne Muis         | Dedemsvaart AC | 2.16,40 | 24 september 1988 | Seoel        |
|     | Marianne Muis         | Dedemsvaart AC | 2.16,60 | 24 september 1988 | Seoel        |
|     | Marianne Muis         | Dedemsvaart AC | 2.17,16 | 22 mei 1988       | Antwerpen    |
|     | Marianne Muis         | Dedemsvaart AC | 2.17,64 | 22 augustus 1987  | Straatsburg  |
|     | Mildred Muis          | Dedemsvaart AC | 2.18,21 | 9 juli 1987       | Zagreb       |
|     | Marianne Muis         | Dedemsvaart AC | 2.18,5  | 17 mei 1987       | Nijmegen     |
|     | Mildred Muis          | Dedemsvaart AC | 2.19,19 | 17 mei 1986       | Västerås     |
|     | Annemarie Verstappen  | BZV/Solar      | 2.19,65 | 5 juni 1982       | Bratislava   |
|     | Annelies Maas         | De Rijn        | 2.19,92 | 18 juli 1979      | Amersfoort   |
|     | Annelies Maas         | De Rijn        | 2.20,90 | 18 juli 1979      | Amersfoort   |
|     | Annelies Maas         | De Rijn        | 2.21,3  | 17 juni 1979      | Ede          |
|     | Annelies Maas         | De Rijn        | 2.22,12 | 18 juli 1978      | Amersfoort   |
|     | Annelies Maas         | De Rijn        | 2.23,25 | 20 juli 1977      | Amersfoort   |
|     | Annelies Maas         | De Rijn        | 2.24,89 | 30 januari 1976   | Amersfoort   |
|     | Enith Brigitha        | Het Y          | 2.25,43 | 30 januari 1976   | Amersfoort   |
|     | Enith Brigitha        | Het Y          | 2.26,27 | 30 augustus 1975  | Leidschendam |
|     | Enith Brigitha        | Het Y          | 2.26,49 | 16 augustus 1975  | Leeds        |
|     | Enith Brigitha        | Het Y          | 2.26,52 | 26 juli 1974      | Utrecht      |
|     | Enith Brigitha        | Het Y          | 2.26,60 | 30 juni 1974      | Santa Clara  |
|     | Enith Brigitha        | Het Y          | 2.28,04 | 18 mei 1974       | Amsterdam    |
|     | José Damen            | BZV/Fortuna    | 2.28,5  | 21 april 1974     | Praag        |
|     | Wijda Mazereeuw       | Zwepho         | 2.28,80 | 18 augustus 1973  | Utrecht      |
|     | Hennie Penterman      | Het Y          | 2.28,9  | 28 augustus 1972  | München      |
|     | Wijda Mazereeuw       | EZV            | 2.29,4  | 30 juli 1972      | Utrecht      |
|     | Hennie Penterman      | Het Y          | 2.29,5  | 18 april 1972     | Hannover     |
|     | Hennie Penterman      | Kon.AZ/HDZ     | 2.29,8  | 21 augustus 1971  | Waldkraiburg |
|     | Hennie Penterman      | Kon.AZ/HDZ     | 2.31,1  | 1 augustus 1971   | Den Haag     |
|     | Hennie Penterman      | HDZ            | 2.32,4  | 13 juli 1969      | Londen       |
|     | Hennie Penterman      | HDZ            | 2.33,6  | 31 juli 1968      | Utrecht      |
|     | Hennie Penterman      | HDZ            | 2.34,6  | 6 maart 1968      | Praag        |
|     | Bettie Heukels        | PSV            | 2.36,2  | 13 juni 1966      | Oost-Berlijn |
|     | Bettie Heukels        | PSV            | 2.39,5  | 12 september 1965 | Groningen    |
|     | Annemiek van der Born | HDZ            | 2.43,0  | 9 maart 1964      | Maagdenburg  |
|     | Gretta Kok            | HDZ            | 2.44,2  | 3 september 1961  | München      |

## Kortebaan (25 meter)

### Ontwikkeling wereldrecord
| Nr. | Naam             | Land             | Tijd    | Datum            | Plaats            |
| --- | ---------------- | ---------------- | ------- | ---------------- | ----------------- |
|     | Kate Douglass    | Verenigde Staten | 2.01,63 | 10 december 2024 | Boedapest         |
|     | Katinka Hosszu   | Hongarije        | 2.01,86 | 6 december 2014  | Doha              |
|     | Katinka Hosszu   | Hongarije        | 2.02,13 | 31 augustus 2014 | Dubai             |
|     | Katinka Hosszu   | Hongarije        | 2.02,61 | 27 augustus 2014 | Doha              |
|     | Katinka Hosszu   | Hongarije        | 2.03,20 | 7 augustus 2013  | Eindhoven         |
|     | Katinka Hosszu   | Hongarije        | 2.04,39 | 7 augustus 2013  | Eindhoven         |
|     | Julia Smit       | Verenigde Staten | 2.04,60 | 19 december 2009 | Manchester        |
|     | Evelyn Verrasztó | Hongarije        | 2.04,64 | 10 december 2009 | Istanboel         |
|     | Kirsty Coventry  | Zimbabwe         | 2.06,13 | 12 april 2008    | Manchester        |
|     | Allison Wagner   | Verenigde Staten | 2.07,79 | 5 december 1993  | Palma de Mallorca |

- FINA erkent wereldrecords op kortebaan sinds maart 1991.

### OntwikkelingEuropeesrecord
| Nr. | Naam              | Land                | Tijd    | Datum            | Plaats          |
| --- | ----------------- | ------------------- | ------- | ---------------- | --------------- |
|     | Francesca Segat   | Italië              | 2.07,03 | 11 december 2008 | Rijeka          |
|     | Mireia Belmonte   | Spanje              | 2.07,47 | 12 april 2008    | Manchester      |
|     | Jana Klotsjkova   | Oekraïne            | 2.08,28 | 12 december 2002 | Riesa           |
|     | Martina Moravcová | Slowakije           | 2.08,55 | 4 april 1999     | Hongkong        |
|     | Martina Moravcová | Slowakije           | 2.09,39 | 3 december 1998  | College Station |
|     | Sue Rolph         | Verenigd Koninkrijk | 2.10,60 | 15 december 1996 | Rostock         |

### OntwikkelingNederlandsrecord
| Nr. | Naam                 | Club                | Tijd      | Datum             | Plaats      |
| --- | -------------------- | ------------------- | --------- | ----------------- | ----------- |
|     | Wendy van der Zanden | Eiffel Swimmers PSV | 2.09,66   | 8 december 2011   | Szczecin    |
|     | Femke Heemskerk      | De Dolfijn          | 2.09,78   | 19 december 2008  | Amsterdam   |
|     | Femke Heemskerk      | De Dolfijn          | 2.09,84   | 5 april 2008      | Amsterdam   |
|     | Femke Heemskerk      | De Dolfijn          | 2.10,68   | 21 december 2007  | Amsterdam   |
|     | Marianne Muis        | ZPA                 | 2.12,72   | 17 maart 1990     | Drachten    |
|     | Marianne Muis        | ZPA                 | 2.13,44   | 11 februari 1990  | Bonn        |
|     | Marianne Muis        | Dedemsvaart AC      | 2.13,56   | 13 februari 1988  | Bonn        |
|     | Mildred Muis         | Dedemsvaart AC      | 2.14,31   | 13 december 1987  | Monte Carlo |
|     | Mildred Muis         | Dedemsvaart AC      | 2.14,98   | 23 oktober 1987   | Dundee      |
|     | Mildred Muis         | Dedemsvaart AC      | 2.15,99   | 23 februari 1986  | Emmen       |
|     | Annemarie Verstappen | BZV/Solar           | 2.16,94   | 7 maart 1982      | Zutphen     |
|     | Annemarie Verstappen | BZV/Solar           | 2.19,8    | 30 november 1980  | Uden        |
|     | Annelies Maas        | De Rijn             | 2.19,92 1 | 18 juli 1979      | Amersfoort  |
|     | Enith Brigitha       | Het Y               | 2.20,13   | 6 maart 1977      | Bremen      |
|     | Enith Brigitha       | Het Y               | 2.21,4    | 20 februari 1977  | Amsterdam   |
|     | Enith Brigitha       | Het Y               | 2.21,57   | 13 februari 1976  | Antibes     |
|     | Annelies Maas        | De Rijn             | 2.23,0    | 11 oktober 1975   | Wageningen  |
|     | Annelies Maas        | De Rijn             | 2.24,0    | 14 september 1975 | Amsterdam   |
|     | José Damen           | Kerkdriel           | 2.24,8    | 20 april 1975     | Kerkdriel   |
|     | José Damen           | Kerkdriel           | 2.24,98   | 9 maart 1975      | Deventer    |
|     | José Damen           | BZV/Fortuna         | 2.25,12   | 24 maart 1974     | Den Haag    |
|     | José Damen           | BZV/Fortuna         | 2.26,4    | 9 maart 1974      | Turijn      |
|     | Hansje Bunschoten    | Naarden             | 2.26,8    | 22 april 1973     | Stockholm   |
|     | Hansje Bunschoten    | Naarden             | 2.27,2    | 8 april 1973      | Den Haag    |
|     | Hennie Penterman     | Kon.AZ/HDZ          | 2.27,2    | 27 februari 1972  | Bremen      |
|     | Hennie Penterman     | Kon.AZ/HDZ          | 2.28,4    | 4 april 1971      | Den Haag    |
|     | Hennie Penterman     | HDZ                 | 2.29,1    | 19 april 1969     | Bonn        |
|     | Hennie Penterman     | HDZ                 | 2.30,7    | 8 maart 1969      | Bremen      |
|     | Hennie Penterman     | HDZ                 | 2.30,8    | 3 maart 1968      | Bremen      |
|     | Bettie Heukels       | PSV                 | 2.33,5    | 10 september 1965 | Zwolle      |
|     | Adrie Lasterie       | Naarden             | 2.36,0    | 5 november 1961   | Amsterdam   |
|     | Gretta Kok           | HDZ                 | 2.44,2 1  | 3 september 1961  | München     |
|     | Mary Kok             | De Robben           | 2.44,6    | 4 april 1955      | Arnhem      |

1 = Gezwommen op langebaan. Indien tijd op langebaan sneller is dan tijd op kortebaan dan geldt de eerste als officieel record.